# Traduttore universale
Il traduttore universale è un dispositivo immaginario, presente in numerose storie di fantascienza, in grado di tradurre in tempo reale qualsiasi linguaggio in una forma comprensibile, in modo biunivoco.

## Star Trek
Il traduttore universale è una tecnologia essenziale nell'universo immaginario di Star Trek, popolato di numerose specie aliene, ed è presente in tutte le serie, nelle quali è possibile osservare la sua notevole evoluzione.
Nella serie tv Star Trek: Enterprise il traduttore, che assomiglia ad un computer palmare (o ad un telecomando), viene utilizzato prevalentemente dall'addetta alle comunicazioni, il guardiamarina Hoshi Sato, che è anche autrice della sua invenzione. In Star Trek: Voyager è integrato col sistema di comunicazione (il distintivo o badge sul petto) di ogni membro della nave. Nella serie Star Trek: Deep Space Nine un traduttore universale miniaturizzato è impiantato direttamente nell'orecchio dei Ferengi; non è chiaro se si tratti di un impianto fisso o rimovibile; nell'episodio "Omini verdi" (Little Green Men) sembrerebbe fisso, ma raggiungibile per la riparazione dall'esterno.
Il traduttore universale appare dotato di algoritmi di intelligenza artificiale ed è in grado di apprendere una nuova lingua dopo un breve periodo di ascolto ed analisi automatica del linguaggio, la cui struttura viene comparata con quella di tutte le lingue conosciute per individuarne le similarità. La sua funzione specifica è quella di leggere le onde cerebrali emesse da ogni forma di vita che incontra, essendo queste molto simili in tutte le specie aliene e inviarne altre in modo che il cervello abbia l'impressioni di sentire nella stessa lingua. Tuttavia non appare a volte in grado di decifrare linguaggi alieni troppo complessi, se si discostano in modo notevole da tutti quelli già presenti nel suo database o le onde cerebrali sono sconosciute.

## Altri
- Pesce di Babele, traduttore universale biologico nella serie della Guida galattica per gli autostoppisti di Douglas Adams.

Inoltre, nella serie di fantascienza Doctor Who, la macchina del tempo chiamata TARDIS (Time And Relative Dimension In Space) ha la capacità di tradurre quasi tutte le lingue nella testa delle persone che vi viaggiano, eccetto quelle antecedenti alla civiltà dei signori del tempo e il gallifreyano.